# いばラジカル
『いばラジカル』は、NHK水戸放送局が2015年4月11日から、毎月原則として第2土曜日11時から11時50分に生放送するNHK-FM放送のトーク番組である。

## 概要
茨城県は全国的な魅力度ランキングでは常に最下位とされ、魅力的でない県であると言われる。そこで、茨城県出身、在住の著名人を毎月1名ゲストに迎え、その著名人の持つ茨城への愛情を生放送のトークを通して語るほか、東日本大震災の被災地の一つである茨城県の災害対策についてのレポートなども提供する。なおゲストコーナーの一部は抜粋して番組ホームページのストリーミングでインターネットラジオを配信する。
8月は放送を休止され、9月から再開されたが、直前に発生した台風による豪雨災害もあり、現地常総市からのレポートや水戸地方気象台による解説が行われた他、通常アシスタントパーソナリティとして出演する茨城大学放送研究会メンバーの出演も無かった。
水戸局が茨城県向けにFMの県域番組を放送するのは、定時ニュースを除けば、2009年3月に終了した『FM水戸アップデート』（平日18時台の帯番組）以来となる。

## 出演
パーソナリティ
- 南山吉弘（当時水戸局アナウンサー、第22回まで）
- 大野済也（水戸局アナウンサー、第23回から）
- 茨城大学放送研究会（第5回以外、月替わりでメンバーが出演する）

ゲスト（2015年）
| 回数     | 放送日     | ゲスト                   | 職業             | 出身                       |
| -------- | ---------- | ------------------------ | ---------------- | -------------------------- |
| 第1回    | 4月11日    | 白石美帆                 | 女優・キャスター | 常陸大宮市（旧・大宮町）   |
| 第2回    | 5月9日     | 渡部豪太                 | 俳優             | 日立市                     |
| 第3回    | 6月20日[1] | 吉川友                   | 歌手・タレント   | 県内                       |
| 第4回    | 7月11日    | 池内博之                 | 俳優             | ひたちなか市（旧・勝田市） |
| 第5回    | 9月12日    | 羽田美智子               | 女優             | 常総市                     |
| 第6回[2] | 10月10日   | 吉川友（2回目）          |                  |                            |
| 第6回[2] | 10月10日   | 茨城ご当地アイドル（仮） | ローカルアイドル |                            |

## 備考
同時間帯は通常は『邦楽百番』を放送する時間帯に当たるが、この番組が放送される日は、再放送に当たる日曜5時から5時50分の放送が初回扱いとなる。ただし、らじるらじると、周辺の福島、千葉、栃木、埼玉、並びに東京が受信できる場合は、そこでの補完聴取が可能である。